# Hiei (Schiff, 1914)
Die Hiei (jap. 比叡) war ein Großkampfschiff der Kaiserlich Japanischen Marine im Ersten und Zweiten Weltkrieg. Fertiggestellt als Schlachtkreuzer der Kongō-Klasse, wurde es später zu einem Schnellen Schlachtschiff umgebaut. Benannt war es nach dem Berg Hiei, etwa 3 km nordöstlich von Kyōto. Die Hiei wurde 1942 im Pazifikkrieg schwer beschädigt und von der Besatzung aufgegeben.

## Planung, Bau und Umbau

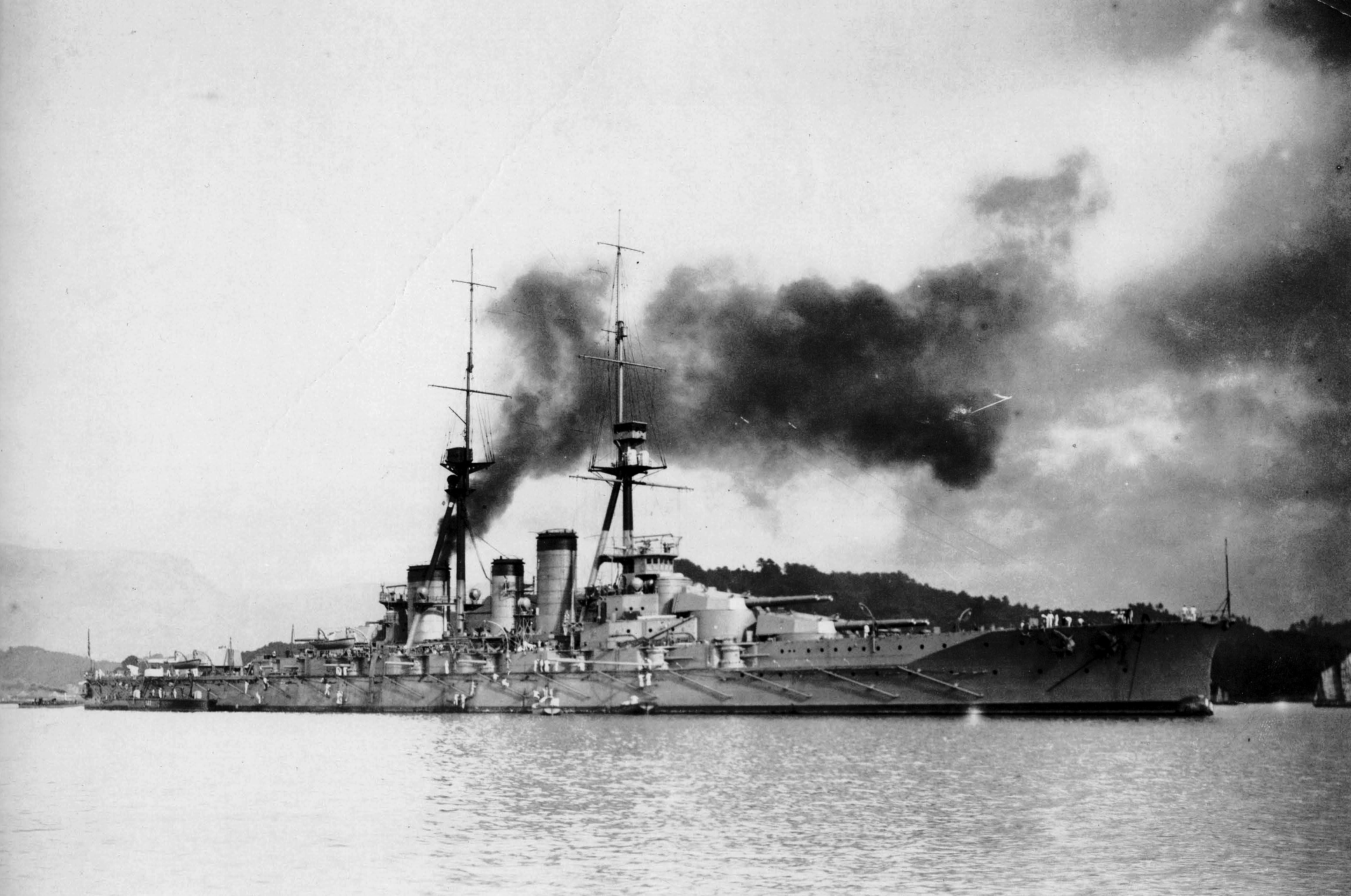
Die Hiei als Schlachtkreuzer im Ersten Weltkrieg 1915 mit kleinem Brückenaufbau.

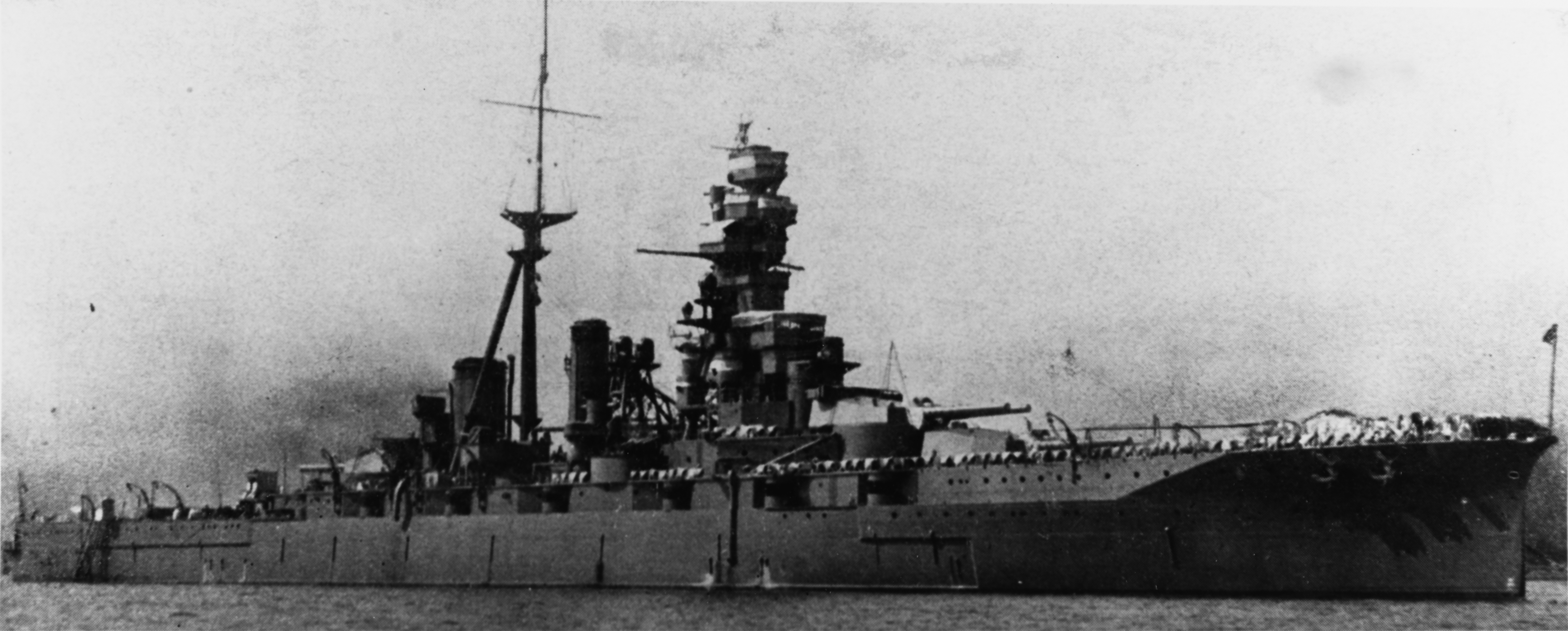
Die Hiei als Schulschiff um 1933. Gut zu erkennen ist das Fehlen des Gürtelpanzers.

Die Hiei wurde am 4. November 1911 in Yokosuka auf Kiel gelegt und 1914 in den aktiven Dienst der Kaiserlich Japanischen Marine übernommen.
Der Londoner Flottenvertrag, der 1930 unterschrieben worden war, ermöglichte es Japan, das seiner Marine erlaubte Stärkeverhältnis bei Großkampfschiffen nicht durch Abwracken, sondern auch durch Abrüsten seiner überzähligen Schiffe zu erreichen. Die Bestimmungen verlangten, dass die Schiffe soweit unbrauchbar gemacht wurden, dass ihre Wiederherstellung zum funktionsfähigen Kriegsschiff in kurzer Zeit nahezu unmöglich wurde. Die Japaner entschieden, die Hiei zum Schulschiff mit einer Geschwindigkeit von unter 20 Knoten abzurüsten. Der Umbau zum Schulschiff dauerte von 1929 bis 1932. Im Verlauf der Arbeiten wurden der Gürtelpanzer sowie ein Großteil der Bewaffnung entfernt und die Maschinenanlage verkleinert. Die Wasserverdrängung sank im Zuge dieser Arbeiten auf 19.500 Tonnen und die Spitzengeschwindigkeit fiel auf nur noch 18 Knoten.

### Modernisierung
Nach Japans Austritt aus dem Völkerbund wurde im Rahmen des 1936 genehmigten japanischen Aufrüstungsplanes „Kreis Drei“ schließlich die Remobilisierung und Modernisierung der Hiei beschlossen. Die Arbeiten dauerten bis 1939 an. Neben dem Rückbau zum alten Zustand wurden auch Neuerungen eingeführt: Unter anderem wurden mehrere Plattformen über dem Brückenaufbau am vorderen Mast hinzugefügt, so dass der typische Pagodenmast entstand. Neben einer neuen Gefechtsbrücke, Kompassbrücke und Einrichtungen zur Nahbereichsfeuerleitung wurde auch ein neuer Entfernungsmesser installiert. Ein Torpedowulst schützte nun mittschiffs gegen Treffer unterhalb der Wasserlinie. Die Panzerung des Oberdecks – eine Schwäche der Schlachtkreuzer, die sich im Ersten Weltkrieg gezeigt hatte – wurde auf 70 mm, in kritischen Bereichen auf 120 mm verstärkt, so dass es gemeinsam mit der 19 mm starken Decke der gepanzerten Zitadelle gegen von oben einschlagende Geschosse schützen sollte. Die Modernisierung der Antriebsanlagen erbrachte abschließend eine Spitzengeschwindigkeit von 29,7 Knoten (55 km/h).

## Einsatzgeschichte

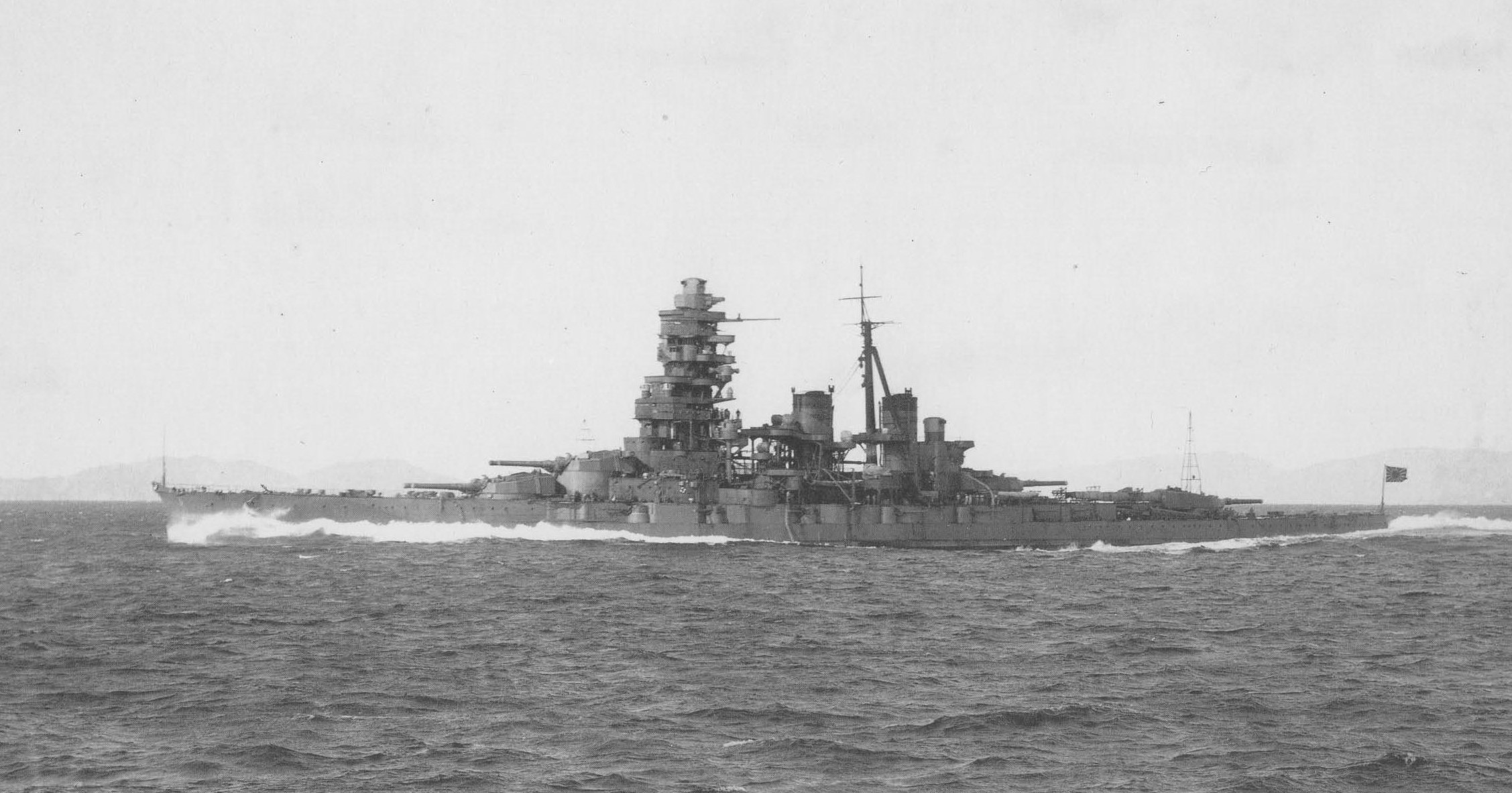
Die Hiei 1939 während einer Erprobung unter voller Fahrt.

Nach der japanischen Kriegserklärung an das Deutsche Kaiserreich am 23. August 1914 während des Ersten Weltkrieges führte die Hiei mehrere Einsätze vor der chinesischen Küste und im Pazifik durch, um japanische Landungsoperationen zu sichern.
Nach dem schweren Kantō-Erdbeben von 1923 war die Hiei gemeinsam mit anderen Flotteneinheiten zur Unterstützung der Zivilbevölkerung eingesetzt. Unter dem Kommando von Admiral Katō Kanji leisteten die Besatzungen Hilfe im Raum Tokio, wobei ein Beiboot der Hiei durch eine Kollision mit einem Schlepper sank und 46 Menschen starben.

### Zweiter Weltkrieg
Die dritte Schlachtschiffdivision („Sentai 3“) war 1941 Eskorte für die Trägerkampfgruppe Kidō Butai von Vizeadmiral Nagumo Chūichi, die am 7. Dezember 1941 den Angriff auf Pearl Harbor durchführte. Um den Rückzug abzusichern, wurden mehrere Aufklärungsflugzeuge von den Schlachtschiffen gestartet, bevor die Hiei am 23. des Monats nach Japan zurückkehrte.
Anfang 1942 nahm die Hiei als Teil von Vizeadmiral Mikawas Flotte Sentai 3 an der Schlacht in der Javasee teil. Am 1. März 1942 stellte die Kampfgruppe 430 Seemeilen südlich von Java den Zerstörer Edsall, der amerikanische Piloten nach Tjilatjap transportierte. Die Hiei, ihr Schwesterschiff Kirishima und einige schwere Kreuzer eröffneten auf 27.000 Meter Entfernung das Feuer, konnten den schnell manövrierenden Zerstörer jedoch nicht entscheidend treffen. Erst als er durch einen Luftangriff beschädigt und verlangsamt worden war, schossen die Verfolger die Edsall zusammen, bis sie schließlich um 17:31 Uhr unterging.
Im Juni 1942 war die Hiei gemeinsam mit der Kongō, der Zuihō und einigen Kreuzern unter Vizeadmiral Kondō als Eskorte für die Flotte von Transportschiffen eingesetzt, die Truppen auf der Insel Midway absetzen sollte. Dieser Einsatz wurde durch die japanische Niederlage in der Schlacht um Midway vereitelt.
Während der Schlacht bei den Ost-Salomonen im August 1942 waren es unter anderem Aufklärungsflugzeuge der Hiei, welche die amerikanische Flugzeugträgergruppe TF 16 entdeckten und den japanischen Fliegerverbänden letztlich den Weg zu ihren Zielen wiesen.

### Verlust in der Seeschlacht von Guadalcanal
Am 13. November 1942 fand die erste Seeschlacht von Guadalcanal statt. Die Hiei war Teil der Kampfgruppe von Vizeadmiral Abe Hiroaki, die den US-Flugplatz Henderson Field auf Guadalcanal in einem Nachtangriff beschießen sollte. Beim Aufeinandertreffen mit einer US-Sicherungsgruppe lieferte sich die Hiei und ihre Begleitschiffe ein Gefecht mit den amerikanischen schweren Kreuzern Portland und San Francisco, dem leichten Kreuzer Atlanta sowie den Zerstörern Cushing, O´Bannon, Laffey und Sterret.
Die sich nun in der Dunkelheit entwickelnde Schlacht war auch für die beteiligten Kommandeure sehr unübersichtlich. Alle Flottenteile von Vizeadmiral Abes Verband waren abgeblendet und weitgehend ohne Funk in das Zielgebiet gelaufen, um ihre Position nicht zu verraten. Die dabei durchgeführte Koppelnavigation erwies sich als zu ungenau und keines der Schiffe war beim überraschenden Auftauchen feindlicher Schiffe auf der ihm zugedachten Position. Die US-Flotte wurde ebenfalls überrascht und ein amerikanischer Offizier beschrieb das Gefecht später als „Kneipenschlägerei“. Im Moment der Entdeckung der US-Flotte hatte die Hiei noch Sprenggranaten für die Bombardierung des Flugfeldes in ihren Hauptgeschützen geladen. Sie feuerte ihre erste Breitseite auf 5000 Meter in die Atlanta, wobei vermutlich Konteradmiral Norman Scott und die meisten Offiziere auf der Brücke des Kreuzers getötet wurden.

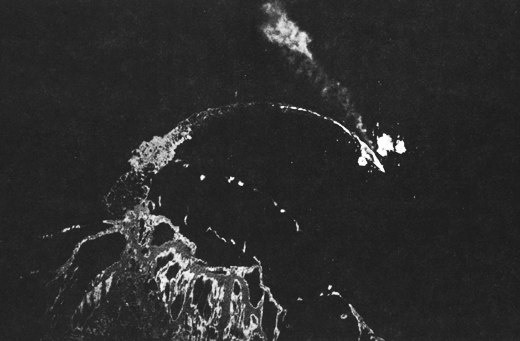
Die Hiei während eines letzten Luftangriffes am 13. November 1942. Auf dem Foto ist zu sehen, dass das Schiff bereits Öl verliert und noch immer im Kreis läuft.

Die Hiei wurde nun zunächst vom Zerstörer Cushing auf unter 1000 Meter Entfernung mit Torpedos angegriffen, von denen jedoch keiner das Schlachtschiff beschädigte. Als Nächstes schoss die Laffey zwei Torpedos ab, die beide harmlos am Schlachtschiff zerschellten, bevor sie scharf werden konnten. Nun feuerten die Maschinengewehre des Zerstörers auf die Brücke der Hiei, bis diese den Zerstörer mit 35,6-cm-Granaten traf und seinen Maschinenraum zerstörte, kurz bevor ein japanischer Torpedo die Laffey versenkte. Nun wurden weitere vier Torpedos von der Sterret abgeschossen, aber auch diese beschädigten das Schlachtschiff nicht. Auf knapp über 1.000 Meter Entfernung feuerte nun die O´Bannon mit ihren Hauptgeschützen und erzielte zahlreiche Treffer in den Brückenaufbauten der Hiei. Auch dieser Zerstörer schoss einen Torpedo ab, der aber ebenfalls fehlging. Die Hiei verwüstete mit ihren Granaten die Aufbauten der San Francisco, wobei Konteradmiral Callaghan getötet wurde. Sie selbst wurde auch schwer getroffen – mehr als 85 Granaten kleiner Kaliber und einige schwere Granaten der Kreuzer hatten sie getroffen. Eine 20,3-cm-Granate hatte den Rumpf am Achterschiff durchschlagen und einen schweren Wassereinbruch im Rudermaschinenraum verursacht. Durch den Schaden an der Ruderanlage nur noch begrenzt manövrierfähig, musste die Hiei sich zurückziehen.
Beim ersten Tageslicht hatte sie sich nur wenige Seemeilen vom Schlachtfeld entfernen können, als schließlich das Ruder versagte und die Hiei nördlich von Savo Island begann, Kreisbögen zu laufen. Hastig zusammengeraffte Fliegerverbände von US-amerikanischer Seite wurden nun ausgesandt, um die Hiei zu versenken, während die japanische Seite ihrerseits versuchte, mit Maschinen aus Rabaul und Jagdfliegern von Admiral Kondōs Trägergruppe das Schiff zu schützen. Die Reparaturmannschaften der Hiei machten bereits Fortschritte beim Lenzen des gefluteten Rudermaschinenraums, während sich Luftkämpfe zwischen einzelnen japanischen Zeros und Gruppen von amerikanischen Wildcats über dem Schiff entwickelten. Mehreren Grumman TBF gelangen schließlich Torpedotreffer auf der Hiei, die sich mit sämtlichen Waffen, einschließlich ihrer schweren 35,6-cm-Geschütze, gegen die Angreifer zur Wehr setzte. Neben dem 1st Marine Aircraft Wing nahmen sogar B-17-Bomber der 72. Bomberstaffel an den Angriffen teil. Nach amerikanischen Angaben wurden vier Bombentreffer mit 500-kg-Bomben und einer mit einer 250-kg-Bombe sowie elf Torpedotreffer auf dem Schlachtschiff erzielt. Die Japaner zählten zwei Torpedotreffer, einen unterhalb von Turm B und einen, der die gepanzerte Zitadelle durchbrochen hatte und den Steuerbordmaschinenraum flutete, dazu drei Bombentreffer.
Da das Schiff zwar nicht versenkt worden war, aber starke Wassereinbrüche erlitten hatte, die Manövrierfähigkeit nicht nachhaltig verbessert werden konnte und weitere Angriffe drohten, befahl Vizeadmiral Abe dem Kommandanten der Hiei, Nishida Masao, das Schiff aufzugeben. Die Selbstversenkung wurde vorbereitet und nach dem Bergen des Kaiserporträts und dem Niederholen der Kriegsflagge verließ die Mannschaft das achtern bereits bis zum Oberdeck im Wasser liegende Schiff und wurde von vier Begleitzerstörern aufgenommen. 188 Seeleute der Hiei wurden beim Nachtgefecht und den Luftangriffen getötet.
Kaigun-Taisa Nishida und Kaigun-Chūjō Abe mussten sich später vor einem Kriegsgericht für die Aufgabe des Schiffes verantworten. Nishida Masoa führte nie wieder ein Kriegsschiff und verließ im März 1943 die Marine. Admiral Abe verlor ebenfalls sein Kommando.

## Wrack
Die genaue Position des Wracks der Hiei war unklar, da das Schiff vor seinem Untergang noch einige Zeit herrenlos in der Nähe der Insel Savo trieb. Eine Expedition des amerikanischen Unterwasserarchäologen Robert Ballard fand ein kieloben liegendes Wrack eines Schlachtschiffes der Kongō-Klasse in der Nähe von Savo. Man ordnete es jedoch dem Schwesterschiff der Hiei, der Kirishima zu, das nur zwei Tage nach der Hiei bei einem ähnlichen Einsatz ganz in der Nähe durch die US-Schlachtschiffe South Dakota und Washington versenkt wurde.
Im Frühjahr 2018 meldeten japanische Forscher die Entdeckung eines großen Wracks und eines kleineren Objekts 7 Seemeilen nördlich von Guadalcanal, das sie für die Hiei hielten.
Ein Jahr später wurde das Wrack vom Forschungsschiff Petrel an der von den Japanern zuvor erkannten Position in einer Tiefe von mehr als 900 Metern entdeckt. Das Wrack liegt kieloben auf dem Meeresgrund, die Forscher schätzen, dass etwa ein Drittel des Rumpfes fehlt, was auf eine Explosion im Schiffsinneren beim Sinken hindeuten könnte.

## Liste der Kommandanten
| Nr. | Name                               | Beginn der Amtszeit | Ende der Amtszeit  | Bemerkungen                                          |
| --- | ---------------------------------- | ------------------- | ------------------ | ---------------------------------------------------- |
| 1.  | Kapitän zur See Takagi Shichitaro  | 4. August 1914      | 13. Dezember 1915  | seit 20. September 1913 mit der Baubelehrung betraut |
| 2.  | Kapitän zur See Katō Hiroharu      | 13. Dezember 1915   | 1. Dezember 1916   |                                                      |
| 3.  | Kapitän zur See Hori Terufusa      | 1. Dezember 1916    | 1. Dezember 1917   |                                                      |
| 4.  | Kapitän zur See Kuwashima Shozo    | 1. Dezember 1917    | 1. Dezember 1918   |                                                      |
| 5.  | Kapitän zur See Yoshikawa Yasuhira | 1. Dezember 1918    | 1. Dezember 1919   |                                                      |
| 6.  | Kapitän zur See Shirane Kumazo     | 1. Dezember 1919    | 19. August 1920    |                                                      |
| 7.  | Kapitän zur See Matsumura Kikuo    | 19. August 1920     | 20. November 1920  |                                                      |
| 8.  | Kapitän zur See Sosa Tanetsugu     | 20. November 1920   | 10. November 1922  |                                                      |
| 9.  | Kapitän zur See Yokochi Joji       | 10. November 1922   | 1. Dezember 1924   |                                                      |
| 10. | Kapitän zur See Murase Teijiro     | 1. Dezember 1924    | 16. Juni 1925      |                                                      |
| 11. | Kapitän zur See Tachi Meijiro      | 16. Juni 1925       | 20. August 1926    |                                                      |
| 12. | Kapitän zur See Okamoto Ikuo       | 20. August 1926     | 1. Dezember 1927   |                                                      |
| 13. | Kapitän zur See Ono Hiroshi        | 1. Dezember 1927    | 10. Dezember 1928  |                                                      |
| 14. | Kapitän zur See Shimada Shigetarō  | 10. Dezember 1928   | 30. November 1929  |                                                      |
| 15. | Kapitän zur See Ishii Jiro         | 30. November 1929   | 1. Dezember 1930   |                                                      |
| 16. | Kapitän zur See Wada Senzo         | 1. Dezember 1930    | 10. Mai 1932       |                                                      |
| 17. | Kapitän zur See Tange Kunji        | 10. Mai 1932        | 1. Dezember 1932   |                                                      |
| 18. | Kapitän zur See Maeda Masaichi     | 1. Dezember 1932    | 23. Februar 1933   |                                                      |
| 19. | Kapitän zur See Sata Kenichi       | 23. Februar 1933    | 15. November 1933  |                                                      |
| 20. | Kapitän zur See Inoue Shigeyoshi   | 15. November 1933   | 1. August 1935     |                                                      |
| 21. | Kapitän zur See Okawachi Denshichi | 1. August 1935      | 1. April 1936      |                                                      |
| 22. | Kapitän zur See Inagaki Ayao       | 1. April 1936       | 1. Dezember 1936   |                                                      |
| 23. | Kapitän zur See Ochi Kohei         | 1. Dezember 1936    | 1. Dezember 1937   |                                                      |
| 24. | Kapitän zur See Aoyagi Muneshige   | 1. Dezember 1937    | 15. November 1938  |                                                      |
| 25. | Kapitän zur See Hiraoka Kumeichi   | 15. November 1938   | 15. November 1939  |                                                      |
| 26. | Kapitän zur See Abe Koso           | 15. November 1939   | 15. Oktober 1940   |                                                      |
| 27. | Kapitän zur See Arima Kaoru        | 15. Oktober 1940    | 10. September 1941 |                                                      |
| 28. | Kapitän zur See Nishida Masao      | 10. September 1941  | 13. November 1942  |                                                      |